# Пречистинська сільська рада
Пречи́стинська сільська рада (рос. Пречистинский сельский совет) — сільське поселення у складі Оренбурзького району Оренбурзької області Росії.
Адміністративний центр та єдиний населений пункт — село Пречистинка.

## Населення
Населення — 639 осіб (2019; 611 в 2010, 566 у 2002).